# Любінь (Люблінське воєводство)
Любінь (або Любень, пол. Lubień) — село в Польщі, у гміні Вирики Володавського повіту Люблінського воєводства. Населення — 234 особи (2011).

## Історія
1608 року вперше згадується церква східного обряду в селі.
За даними етнографічної експедиції 1869—1870 років під керівництвом Павла Чубинського, у селі переважно проживали греко-католики, які розмовляли українською мовою. 1872 року місцева греко-католицька парафія налічувала 2365 вірян.
У 1921 році село входило до складу гміни Вирикі Володавського повіту Люблінського воєводства Польської Республіки. За переписом населення Польщі 10 вересня 1921 року в селі налічувалося 116 будинків (з них 2 незаселені) та 582 мешканці, з них:
- 266 чоловіків та 316 жінок;
- 389 православних, 144 римо-католики, 49 юдеїв;
- 265 українців, 268 поляків, 49 євреїв.

У липні-серпні 1938 року польська влада в рамках великої акції руйнування українських храмів на Холмщині і Підляшші знищила місцевий православний будинок молитви, зведений раніше того ж року.
У 1943 році в селі мешкало 528 українців та 145 поляків. У 1947 році в рамках операції «Вісла» польською армією із села було виселено 99 українців.
У 1975—1998 роках село належало до Холмського воєводства.

## Населення
Демографічна структура станом на 31 березня 2011 року:
|          | Загалом | Допрацездатний вік | Працездатний вік | Постпрацездатний вік |
| -------- | ------- | ------------------ | ---------------- | -------------------- |
| Чоловіки | 113     | 24                 | 77               | 12                   |
| Жінки    | 121     | 21                 | 68               | 32                   |
| Разом    | 234     | 45                 | 145              | 44                   |